# زمین‌لرزه جزیره‌های کوریل
زمین‌لرزه جزیره‌های کوریل ممکن است به یکی از موارد زیر اشاره داشته باشد:
- زمین‌لرزه ۱۹۶۳ جزیره‌های کوریل
- زمین‌لرزه ۱۹۹۴ جزیره‌های کوریل